# International Gold Cup 1966
International Gold Cup 1966 je bila neprvenstvena dirka Formule 1 v sezoni 1966. Odvijala se je 17. septembra 1966 na dirkališču Oulton Park.

## Dirka
| Poz | Št | Dirkač              | Moštvo                      | Konstruktor    | Krogi | Čas/Odstop.   | Št. m. |
| --- | -- | ------------------- | --------------------------- | -------------- | ----- | ------------- | ------ |
| 1   | 3  | Jack Brabham        | Brabham Racing Organisation | Brabham-Repco  | 40    | 1.06:14.2     | 1      |
| 2   | 4  | Denny Hulme         | Brabham Racing Organisation | Brabham-Repco  | 40    | + 0,0 s       | 2      |
| 3   | 2  | Jim Clark           | Team Lotus                  | Lotus-Climax   | 40    | + 25,2 s      | 5      |
| 4   | 15 | Innes Ireland       | Bernard White Racing        | BRM            | 40    | + 1:44,6      | 9      |
| 5   | 10 | Chris Lawrence      | J.A. Pearce Engineering     | Cooper-Ferrari | 38    | +2 kroga      | 8      |
| Ret | 5  | Bob Anderson        | DW Racing Enterprises       | Brabham-Climax | 25    | Motor         | 6      |
| Ret | 11 | Mike Spence         | Reg Parnell (Racing)        | Lotus-BRM      | 25    | Sklopka       | 7      |
| Ret | 7  | Graham Hill         | Owen Racing Organisation    | BRM            | 25    | Motor         | 4      |
| Ret | 8  | Jackie Stewart      | Owen Racing Organisation    | BRM            | 13    | Pregrevanje   | 3      |
| DSQ | 9  | John Campbell-Jones | John Willment Automobiles   | BRP-Climax     | 4     | Puščanje olja | 10     |
| DNS | 2  | Peter Arundell      | Team Lotus                  | Lotus-Climax   |       | Dirkal Clark  | -      |
| DNS | 1  | Jim Clark           | Team Lotus                  | Lotus-BRM      |       | Motor         | -      |